# Halasjön (Ragunda socken, Jämtland)
Halasjön är en sjö i Ragunda kommun och Sollefteå kommun i Jämtland och ingår i Indalsälvens huvudavrinningsområde. Sjön har en area på 1,31 kvadratkilometer och ligger 332 meter över havet. Sjön avvattnas av vattendraget Hälsjöbäcken (Sågbäcken).

## Delavrinningsområde
Halasjön ingår i det delavrinningsområde (702019-152535) som SMHI kallar för Utloppet av Hälsjön. Medelhöjden är 355 meter över havet och ytan är 7,7 kvadratkilometer. Det finns ett avrinningsområde uppströms, och räknas det in blir den ackumulerade arean 20,71 kvadratkilometer. Hälsjöbäcken (Sågbäcken) som avvattnar avrinningsområdet har biflödesordning 3, vilket innebär att vattnet flödar genom totalt 3 vattendrag innan det når havet efter 130 kilometer. Avrinningsområdet består mestadels av skog (55 procent) och sankmarker (18 procent). Avrinningsområdet har 1,31 kvadratkilometer vattenytor vilket ger det en sjöprocent på 17 procent.